# Алекс Феррейра
Алекс Феррейра (англ. Alex Ferreira) — американський фристайліст, спеціаліст з хафпайпу, олімпійський медаліст, призер зимових Х-ігор. 
Срібну олімпійську медаль Феррейра  виборов на Олімпіаді 2018 року в корейському Пхьончхані в змаганнях на хафпайпі. 

## Олімпійські ігри
| Рік  | Місто                     | Хафпайп |
| ---- | ------------------------- | ------- |
| 2018 | Пхьончхан, Південна Корея | 2       |
| 2022 | Пекін, Китай              | 3       |

## Чемпіонат світу
| Рік  | Місто          | Хафпайп |
| ---- | -------------- | ------- |
| 2019 | Парк-Сіті, США | 8       |
| 2021 | Аспен, США     | 4       |

## Зовнішні посилання
- Досьє на сайті Міжнародної федерації лижного спорту [Архівовано 29 квітня 2018 у Wayback Machine.]

## Виноски
1. ↑  Olympedia — 2006.
2. ↑  Men's halfpipe results